# Бутя (комуна)
Бутя (рум. Butea) — комуна у повіті Ясси в Румунії. До складу комуни входять такі села (дані про населення за 2002 рік):
- Бутя (3456 осіб)
- Міклеушень (471 особа)

Комуна розташована на відстані 300 км на північ від Бухареста, 50 км на захід від Ясс.

## Населення
За даними перепису населення 2002 року у комуні проживали 3927 осіб.
Національний склад населення комуни:
| Національність | Кількість осіб | Відсоток |
| -------------- | -------------- | -------- |
| румуни         | 3920           | 99,8%    |
| цигани         | 5              | 0,1%     |
| італійці       | 2              | 0,1%     |

Рідною мовою назвали:
| Мова       | Кількість осіб | Відсоток |
| ---------- | -------------- | -------- |
| румунська  | 3920           | 99,8%    |
| циганська  | 5              | 0,1%     |
| італійська | 2              | 0,1%     |

Склад населення комуни за віросповіданням:
| Релігія            | Кількість осіб | Відсоток |
| ------------------ | -------------- | -------- |
| римо-католики      | 3403           | 86,7%    |
| православні        | 510            | 13,0%    |
| адвентисти         | 2              | 0,1%     |
| не вказали релігію | 1              | < 0,1%   |